# Glúkhovo
Glúkhovo (en rus: Глухово) és un poble de l'óblast de Vladímir, a Rússia, segons el cens del 2010 tenia 181 habitants. Pertany al districte municipal de Sóbinka.